# 滨河圣欧费米娅
滨河圣欧费米娅（西班牙語：Santa Eufemia del Arroyo）是西班牙卡斯蒂利亚-莱昂巴利亚多利德省的一个市镇。总面积25平方公里，总人口132人（2001年），人口密度5人/平方公里。